# Épisodes de Prenez garde à Batman !
Cet article présente le guide des épisodes de la série télévisée Prenez garde à Batman ! (Beware the Batman). Elle est divisée en 2 parties.
À la suite du report de diffusion successif de la série, un représentant de Cartoon Network annonce que le reste de la saison devrait être diffusé avant le milieu de l'année 2014. 
Le 16 avril 2014, un représentant de Cartoon Network annonce que la série est de retour sur [adult swim] dans l'émission Toonami à partir du 10 mai 2014. La série remplace le programme Ghost in the Shell diffusé sur la même plage horaire auparavant.

## Première partie (2013-2014)
La première partie de la saison comporte 13 épisodes diffusé à partir du 13 juillet 2013 sur Cartoon Network. Cette première partie est aussi nommé Shadows of Gotham (trad. litt. : Les ombres de Gotham). L'épisode 12 qui devait être diffusé le 12 octobre 2013 a été repoussé jusqu'en janvier 2014 pour des raisons inconnues. Finalement, les épisodes Attraction et Fall n'ont pas été programmés sur le planning de Cartoon Network du mois de janvier.
Le 18 février 2014, les treize premiers épisodes sont sortis en DVD et Blu-ray aux États-Unis et au Canada permettant ainsi de découvrir les 2 derniers épisodes de cette partie.

### Épisode 1:Pris en chasse
- États-Unis : 13 juillet 2013 sur Cartoon Network
- Canada : 11 octobre 2013 sur Teletoon
  -  Québec : 10 janvier 2014 sur Télétoon
- France : 5 juillet 2014 sur France 4

- États-Unis : 1,34 million de téléspectateurs[5].
- France : 232 000 téléspectateurs soit 1,2 % de parts de marché[6].

### Épisode 2:Secrets
- États-Unis : 20 juillet 2013 sur Cartoon Network
- Canada : 18 octobre 2013 sur Teletoon
  -  Québec : 17 janvier 2014 sur Télétoon
- France : 5 juillet 2014 sur France 4

- États-Unis : 1,12 million de téléspectateurs[8].
- France : 232 000 téléspectateurs soit 1,2 % de parts de marché[6].

### Épisode 3:Mise à l'épreuve
- États-Unis : 27 juillet 2013 sur Cartoon Network
- Canada : 25 octobre 2013 sur Teletoon
  -  Québec : 24 janvier 2014 sur Télétoon
- France : 5 juillet 2014 sur France 4

- États-Unis : 1,20 million de téléspectateurs[10].
- France : 232 000 téléspectateurs soit 1,2 % de parts de marché[6].

### Épisode 4:Risque zéro
- États-Unis : 3 août 2013 sur Cartoon Network
- Canada : 25 octobre 2013 sur Teletoon
  -  Québec : 31 janvier 2014 sur Télétoon
- France : 12 juillet 2014 sur France 4

- États-Unis : 1,22 million de téléspectateurs[12]
- France : 142 000 téléspectateurs soit 0,8 % de parts de marché[13].

### Épisode 5:Fêlé
- États-Unis : 10 août 2013 sur Cartoon Network
- Canada : 1er novembre 2013 sur Teletoon
  -  Québec : 14 février 2014 sur Télétoon
- France : 12 juillet 2014 sur France 4

- États-Unis : 1,17 million de téléspectateurs[14]
- France : 142 000 téléspectateurs soit 0,8 % de parts de marché[13]

### Épisode 6:Toxique
- États-Unis : 17 août 2013 sur Cartoon Network
- Canada : 8 novembre 2013 sur Teletoon
  -  Québec : 21 février 2014 sur Télétoon
- France : 12 juillet 2014 sur France 4

- États-Unis : 1,11 million de téléspectateurs[16]
- France : 142 000 téléspectateurs soit 0,8 % de parts de marché[13]

### Épisode 7:Bienvenue dans la famille
- États-Unis : 7 septembre 2013 sur Cartoon Network
- Canada : 15 novembre 2013 sur Teletoon
  -  Québec : 28 février 2014 sur Télétoon
- France : 19 juillet 2014 sur France 4

- États-Unis : 1,02 million de téléspectateurs[17]
- France : 152 000 téléspectateurs soit 0,9 % de parts de marché[18]

### Épisode 8:Alliés
- États-Unis : 14 septembre 2013 sur Cartoon Network
- Canada : 22 novembre 2013 sur Teletoon
  -  Québec : 7 mars 2014 sur Télétoon
- France : 19 juillet 2014 sur France 4

- États-Unis : 1,09 million de téléspectateurs[19]
- France : 152 000 téléspectateurs soit 0,9 % de parts de marché[18]

### Épisode 9:Contrôle absolu
- États-Unis : 21 septembre 2013 sur Cartoon Network
- Canada : 29 novembre 2013 sur Teletoon
  -  Québec : 14 mars 2014 sur Télétoon
- France : 19 juillet 2014 sur France 4

- États-Unis : 1,52 million de téléspectateurs[20]
- France : 152 000 téléspectateurs soit 0,9 % de parts de marché[18]

### Épisode 10:Sacrifice
- États-Unis : 28 septembre 2013 sur Cartoon Network
- Canada : 6 décembre 2013 sur Teletoon
  -  Québec : 21 mars 2014 sur Télétoon
- France : 26 juillet 2014 sur France 4

- États-Unis : 1,22 million de téléspectateurs[21]
- France : 165 000 téléspectateurs soit 1 % de parts de marché[22]

### Épisode 11:Instinct
- États-Unis : 5 octobre 2013 sur Cartoon Network
- Canada : 13 décembre 2013 sur Teletoon
  -  Québec : 28 mars 2014 sur Télétoon
- France : 26 juillet 2014 sur France 4

- États-Unis : 1,25 million de téléspectateurs[23]
- France : 165 000 téléspectateurs soit 1 % de parts de marché[22]

### Épisode 12:Attirance
- États-Unis /  Canada : 18 février 2014 en DVD / Blu-ray
  - 26 juillet 2014 sur [adult swim]
  -  Québec : 4 avril 2014 sur Télétoon
- France : 26 juillet 2014 sur France 4

- États-Unis : 511 000 téléspectateurs[24]
- France : 165 000 téléspectateurs soit 1 % de parts de marché[22]

### Épisode 13:La Chute
- États-Unis /  Canada : 18 février 2014 en DVD / Blu-ray
  - 2 août 2014 sur [adult swim]
  -  Québec : 11 avril 2014 sur Télétoon
- Nouvelle-Zélande : 22 février 2014 sur TV 2
- France : 2 août 2014 sur France 4

- États-Unis : 656 000 téléspectateurs[25]
- France : 129 000 téléspectateurs soit 0,7 % de parts de marché[26]

## Deuxième partie (2014)
La deuxième partie de la saison comporte treize épisodes diffusés à partir du 1er mars 2014 en Nouvelle-Zélande. TV 2 ne diffusant que les 4 premiers épisodes, la suite se poursuivit au Royaume-Uni pour une diffusion en streaming sur Amazon. À partir du 28 juin 2014, TV 2 reprend sa diffusion tous les samedis.
Côté francophone, le 19 septembre 2014, Télétoon commence la diffusion de cette seconde partie au Québec.
Le 4 juin 2014, Warner Bros annonce que cette deuxième partie de saison sortira en DVD et Blu-ray pour le 30 septembre 2014. On apprend que cette deuxième partie est aussi nommée Dark Justice (trad. litt. : La Justice noire).

### Épisode 14:Ténèbres
- Nouvelle-Zélande : 1er mars 2014 sur TV 2
- France : 2 août 2014 sur France 4
- États-Unis : 9 août 2014 sur [adult swim]
- Québec : 19 septembre 2014 sur Télétoon

- États-Unis : 595 000 téléspectateurs[28]
- France : 129 000 téléspectateurs soit 0,7 % de parts de marché[26].

### Épisode 15:Allégeance
- Nouvelle-Zélande : 8 mars 2014 sur TV 2
- France : 2 août 2014 sur France 4
- États-Unis : 16 août 2014 sur [adult swim]
- Québec : 26 septembre 2014 sur Télétoon

- États-Unis : 697 000 téléspectateurs[29].
- France : 129 000 téléspectateurs soit 0,7 % de parts de marché[26].

### Épisode 16:Nectar
- Nouvelle-Zélande : 15 mars 2014 sur TV 2
- États-Unis : 23 août 2014 sur [adult swim]
- Québec : 3 octobre 2014 sur Télétoon

- États-Unis : 753 000 téléspectateurs[30].

### Épisode 17:Les Monstres
- Nouvelle-Zélande : 22 mars 2014 sur TV 2
- États-Unis : 6 septembre 2014 sur [adult swim]
- Québec : 10 octobre 2014 sur Télétoon

- États-Unis : 550 000 téléspectateurs[31].

### Épisode 18:Jeu de piste
- Royaume-Uni : 16 avril 2014 sur Amazon
- Nouvelle-Zélande : 28 juin 2014 sur TV 2
- États-Unis : 13 septembre 2014 sur [adult swim]
- Québec : 17 octobre 2014 sur Télétoon

- États-Unis : 702 000 téléspectateurs[32].

### Épisode 19:Animal
- Royaume-Uni : 16 avril 2014 sur Amazon
- Nouvelle-Zélande : 5 juillet 2014 sur TV 2
- États-Unis : 20 septembre 2014 sur [adult swim]
- Québec : 24 octobre 2014 sur Télétoon

- États-Unis : 681 000 téléspectateurs[33].

### Épisode 20:Manbat
- Royaume-Uni : 16 avril 2014 sur Amazon
- Nouvelle-Zélande : 12 juillet 2014 sur TV 2
- États-Unis : 27 septembre 2014 sur [adult swim]
- Québec : 31 octobre 2014 sur Télétoon

- États-Unis : 654 000 téléspectateurs[34].

### Épisode 21:Unique
- Royaume-Uni : 16 avril 2014 sur Amazon
- Nouvelle-Zélande : 19 juillet 2014 sur TV 2
- États-Unis : 27 septembre 2014 sur [adult swim]
- Québec : 7 novembre 2014 sur Télétoon

- États-Unis : 635 000 téléspectateurs[34].

### Épisode 22:Héros
- Royaume-Uni : 16 avril 2014 sur Amazon
- Nouvelle-Zélande : 26 juillet 2014 sur TV 2
- États-Unis : 27 septembre 2014 sur [adult swim]
- Québec : 7 novembre 2014 sur Télétoon

- États-Unis : 605 000 téléspectateurs[34].

### Épisode 23:Choix
- Royaume-Uni : 16 avril 2014 sur Amazon
- Nouvelle-Zélande : 2 août 2014 sur TV 2
- États-Unis : 27 septembre 2014 sur [adult swim]
- Québec : 14 novembre 2014 sur Télétoon

- États-Unis : 592 000 téléspectateurs[34].

### Épisode 24:Épitaphe
- Royaume-Uni : 16 avril 2014 sur Amazon
- Nouvelle-Zélande : 9 août 2014 sur TV 2
- États-Unis : 27 septembre 2014 sur [adult swim]
- Québec : 21 novembre 2014 sur Télétoon

- États-Unis : 573 000 téléspectateurs[34].

### Épisode 25:Coup tordu
- Royaume-Uni : 16 avril 2014 sur Amazon
- Nouvelle-Zélande : 16 août 2014 sur TV 2
- États-Unis : 27 septembre 2014 sur [adult swim]
- Québec : 28 novembre 2014 sur Télétoon

- États-Unis : 590 000 téléspectateurs[34].

### Épisode 26:Solitaire
- Royaume-Uni : 16 avril 2014 sur Amazon
- Nouvelle-Zélande : 23 août 2014 sur TV 2
- États-Unis : 27 septembre 2014 sur [adult swim]
- Québec : 5 décembre 2014 sur Télétoon

- États-Unis : 648 000 téléspectateurs[34].